# أرجون رامبال
ارجون رامبال (ولد في 26 نوفمبر 1972م) هو ممثل هندي وأحد أشهر ممثلي بوليووود
بالإضافة إلى عارض أزياء في السابق.

## الخلفية
ولد ارجون من أبوين هما السيدة جوين والسيد أمارجيت رامبال. كما تلقى تعليمه وأخته
الصغرى في Kodaikanal International School وهي مدرسة دولية مرموقة رفيعة
المستوى تقع في تلالpalani hills في Tamil naduحيث المكان التي تعمل بها والدته
كمعلمة.وكما أن أبنة عمة الممثلة هي كيم شارما والتي ظهرت معه في فيلم Yakeen

## حياته الشخصية
متزوج من ملكة جمال الهند والعارضة الشهيرة ميهر جيسيا وعنده ابنتان ماهيكا والتي
ولدت في 17 يناير من عام 2002 والأخرى ميرا والمولودة في يونيو من عام 2005

## عروض الأزياء
ارجون رامبال اٌكتشف من قبل المصمم الشهير روهيت بال وذلك عندما رآه مع اصدقائه
في مرقص للديسكو بمومباي حينها كان ما زال طالبا في الكلية الهندوسية المرموقة 
والواقعة في نيودلهي ومنذ ذلك الوقت أخذ روهيت برعاية ارجون والترويج له إلا أن أصبح 
واحدا من أهم عارضين الأزياء في الهند..
المنتج والمخرج راجيف راي اختار ارجون كبطل فيديو كليب'Do not Marry' مع العارضة
Namrata Baruah وكما أنه أطلقه كممثل بفيلم 'Pyaar, Ishq Aur Mohabbat' مع
Kirti Reddy, Suniel Shetty وAftab Shivdasani. الفيلم لم يلق استحسانا في
شباك التذاكر إلا أن ارجون لفت الأنظار إليه فتلقى العديد من العروض السينمائية
وانطلقت من هنا مهنته

## مشواره السينمائي
مشوار ارجون السينمائي بدأ عندما عرض عليه المنتج والمخرج راجيف راي أن يدخل 
عالم بوليوود بعدما رآه في إحدى صالات عروض الأزياء فوافق ارجون ان يشق طريقه 
نحو السينما فأصبح أول عارض أزياء هندي يحترف التمثيل..
حينها قام راجيف راي بتعريفه على الوسط الفني في بوليوود قبل أن يسافر إلى
الخارج وفي هذه الأثناء شاهده المخرج أشوك ميهتا وعرض عليه دور البطولة في
فيلمMoksha وبدأ بتصويره فعلا، ثم عاد راجيف راي من السفر وصمم على أن
يعمل مع ارجون في فيلم'Pyaar, Ishq Aur Mohabbat'، وبسبب تأخر صدور 
فيلمMoksha صدر فيلمه الثاني'Pyaar, Ishq Aur Mohabbat' مع سونيل شتي
وافتاب بهذا الفيلم توج ارجون أول ظهور له في السينما في عام 2001 وتلاه
بفيلمMoksha بعد مرور أشهر قليلة بينهما من العام نفسه..
ورغم أن الفيلمين لم يحققوا النجاح في شباك التذاكر إلا أن النجاح حالف ارجون
كممثل وأشاد به النقاد بقدوم نجم جديد للسينما الهندية ومن يومها أصبح حديث
الشارع والإعلام حتى أنه في عام 2002 حصل على جائزة وجه السنة من قبل
الأكاديمية الهندية الدولية...
ومنذ أول ظهور له على الشاشة وهو يقوم بأدوار البطولة فقدم افلامAankhen_2002
Dil Hai Tumhaara_2002 وDil Ka Rishta_2003 وYakeen_2005 وEk Ajnabee
كما أنه كان أحد النجوم المشاركة فيTemptations مع شارو خان وسيف علي خان
وبريتي زنتا وبريانكا تشوبرا وراني موكرجي في عام 2004 
في عام 2006 ظهر كضيف شرف في أفلام Kabhi Alvida Naa Kehna ولعب دورا 
مهما في فيلم Don - The Chase Begins Again الذي تم إعادته من عام 1978
لأميتاب باتشان حيث لعب ارجون دور Jasjit والذي جسده الممثل المخضرم pran
في الفيلم. 
ثم قرر ارجون الدخول في عالم الإنتاج من خلال شركة الإنتاج التي يملكها وزوجته
ميهر جيسيا وتدعىChasing Ganesha Films وانتج فيلم I See You الذي أفرج عنه
في 29 ديسمبر من عام 2006 وقام ارجون نفسه بدور البطولة وشاركته الممثلة 
الجديدة Vipasha Agarwal وSonali Kulkarni وBoman Irani كما حل النجم شارو خان
و رتيك روشان كضيوف شرف في أغنية subah subah 
الفيلم الذي تم تصويره في لندن هو مقتبس من الفيلم الهوليوودي Just Like Heaven 
لكنه لم يلقى إقبالا في شباك التذاكر..
وبلغ ارجون القمة في مشواره السينمائي في عام 2007 من خلال فيلمom shanti om
للمخرجة فرح خان ومن بطولة شارو خان حيث لعب دور الشرير لأول مرة في مسيرته
ولقى نجاحا كبيرا واشاد به جميع النقاد على أنه مشروع نجم حقيقي وحصد الكثير
من الثناء والجوائز وحافظ ارجون على وتيرة النجاح وتوجها بفيلمه الموسيقيROCK ON 
الذي حقق النجاح والانتشار الواسع ويعتبر هذا الفيلم أول فيلم موسيقي روك في 
بوليوود وأقروا بأن أجمل أداء لأرجون في هذا الفيلم.
وأكمل سلسلة نجاحاته بفيلمه الأخير الذي يتحدث باللغة الإنجليزية The Last Lear 
مع النجم الكبير اميتاب باتشان والنجمة بريتي زنتا حيث أصبح بعد نجاح هذه الأفلام
ورقة رابحة لكل منتج ورقم صعب في شباك التذاكر.

## أفلامه
| السنة | اسم الفيلم                  | الدور                                     | ملاحظات                                                                                        |
| ----- | --------------------------- | ----------------------------------------- | ---------------------------------------------------------------------------------------------- |
| 2001  | Pyaar Ishq Aur Mohabbat     | Gaurav Saxena                             | Nominated–Filmfare Award for Best Male Debut                                                   |
| 2001  | Moksha                      | Vikram Sehgal                             |                                                                                                |
| 2001  | Deewaanapan                 | Suraj Saxena                              |                                                                                                |
| 2002  | Aankhen                     | Arjun Verma                               |                                                                                                |
| 2002  | Dil Hai Tumhaara            | Dev Khanna                                |                                                                                                |
| 2003  | Dil Ka Rishta               | Jai Mehta                                 |                                                                                                |
| 2003  | تيحزيب                      | Salim Mirza                               |                                                                                                |
| 2004  | Asambhav                    | Captain Aditya Arya                       |                                                                                                |
| 2005  | Vaada                       | Rahul                                     |                                                                                                |
| 2005  | Elaan                       | Arjun Srivastav                           |                                                                                                |
| 2005  | Yakeen                      | Nikhil Oberoi                             |                                                                                                |
| 2005  | Ek Ajnabee                  | Shekhar Verma                             |                                                                                                |
| 2006  | Humko Tumse Pyaar Hai       | Babu Rohit                                | Delayed release                                                                                |
| 2006  | Darna Zaroori Hai           | Kunal                                     |                                                                                                |
| 2006  | لا تقل وداعا أبدا           | Jai                                       | Cameo                                                                                          |
| 2006  | دون (فيلم 2006)             | Jasjeet                                   |                                                                                                |
| 2006  | Alag                        |                                           | Special appearance in song "Sabse Alag"                                                        |
| 2006  | I See You                   | Raj Jaiswal (British Raj)                 |                                                                                                |
| 2007  | Honeymoon Travels Pvt. Ltd. | Jignesh                                   | Special appearance                                                                             |
| 2007  | أوم شانتي أوم               | Mukesh "Mike" Mehra                       |                                                                                                |
| 2008  | Rock On!!                   | Joseph "Joe" Mascarenhas                  | جوائز فيلم فير لأفضل ممثل مساعد [الإنجليزية] جائزة الفيلم الوطني لأفضل ممثل مساعد [الإنجليزية] |
| 2008  | The Last Lear               | Siddharth                                 |                                                                                                |
| 2008  | EMI                         | Ryan                                      |                                                                                                |
| 2009  | Fox                         | Arjun Kapoor                              |                                                                                                |
| 2010  | Housefull                   | Major Krishna Rao                         |                                                                                                |
| 2010  | Raajneeti                   | Prithviraj Pratap                         | Nominated–Filmfare Award for Best Supporting Actor                                             |
| 2010  | We Are Family               | Aman                                      |                                                                                                |
| 2011  | Rascals                     | Anthony                                   |                                                                                                |
| 2011  | را.وان                      | را.وان                                    |                                                                                                |
| 2012  | البطلة (فيلم هندي)          | Aryan Khanna                              |                                                                                                |
| 2012  | Chakravyuh                  | S.P. Adil Khan                            |                                                                                                |
| 2012  | Ajab Gazabb Love            | Karan Singh Chauhan / Arjun Singh Chauhan |                                                                                                |
| 2013  | Inkaar                      | Rahul Verma                               |                                                                                                |
| 2013  | D-Day                       | Rudra Pratap Singh                        |                                                                                                |
| 2013  | Satyagraha                  | Arjun Singh                               |                                                                                                |
| 2013  | Familywala                  |                                           | Completed                                                                                      |
| 2013  | Rock On!! 2                 | Joseph "Joe" Mascarenhas Pre-production   |                                                                                                |
| 2014  | Roy                         | Kabir                                     | Pre-Production                                                                                 |

## وصلات خارجية
- أرجون رامبال على موقع IMDb (الإنجليزية)
- أرجون رامبال على موقع روتن توميتوز (الإنجليزية)
- أرجون رامبال على موقع ألو سيني (الفرنسية)
- أرجون رامبال على موقع أول موفي (الإنجليزية)
- أرجون رامبال على موقع إن إن دي بي (الإنجليزية)
- أرجون رامبال على موقع قاعدة بيانات الفيلم (الإنجليزية)
- أرجون رامبال على موقع كينوبويسك (الروسية)